# Mastino siciliano
Mastino siciliano (Cane di mannara) är en hundras från Italien. Den är en boskapsvaktande herdehund från Sicilien. Mannara kommer av arabiskans manzrah som betyder inhägnad. 2010 bildades rasklubben Samannara, 2013 skrevs en provisorisk rasstandard. Året därpå upprättades en stambok och 2022 erkändes rasen nationellt av den italienska kennelklubben Ente Nazionale della Cinofilia Italiana (ENCI).